# Mackie Messer – Brechts Dreigroschenfilm
Mackie Messer – Brechts Dreigroschenfilm (Arbeitstitel: Brechts Dreigroschenfilm) ist ein deutsch-belgischer Spielfilm von Joachim A. Lang aus dem Jahr 2018 mit Lars Eidinger, Tobias Moretti, Hannah Herzsprung und Robert Stadlober in den Hauptrollen. Der Film soll den Versuch der Umsetzung des künstlerisch und politisch radikalen Verfilmungskonzepts von Bertolt Brecht für seine „Dreigroschenoper“ darstellen. Die Rahmenhandlung, die in den 1920er Jahren spielt, zeigt die Drehbuchentwicklung vor dem Hintergrund der Weltwirtschaftskrise und des aufkommenden Nationalsozialismus. Veranschaulicht werden Brechts Vorstellungen durch die Auseinandersetzung mit dem Filmproduzenten, dem er etappenweise sein Konzept vorführt.
Die Premiere erfolgte am 28. Juni 2018 im Rahmen des Filmfests München, wo die Produktion als Eröffnungsfilm gezeigt wurde. Der Film kam am 13. September 2018 in die deutschen Kinos.

## Handlung
Der Film beginnt mit einem ersten Satzzitat aus dem Werk Bertolt Brechts, dem noch etliche weitere Zitate folgen:

„Wie kann Kunst die Menschen bewegen, wenn sie nicht vom Schicksal der Menschen bewegt wird?“

Aufgrund des großen Erfolges der im August 1928 in Berlin uraufgeführten Dreigroschenoper von Bertolt Brecht mit der Musik von Kurt Weill soll der Stoff verfilmt werden. Brechts Werk ist wider Erwarten zum erfolgreichsten Theaterstück der 1920er Jahre geworden. Das verblüffte Publikum tobt, begeistert vom Anspielungsreichtum des Stücks, seiner überbordenden Musikalität und vor allem den Frechheiten, die sich der Regisseur über damalige Konventionen hinweg herausnimmt.
Gemeinsam mit seinem engsten Kreis feiert Brecht den Erfolg. Dazu gehören – neben seiner Frau Helene Weigel – Kurt Weill und Elisabeth Hauptmann, Weills Ehefrau Lotte und die gefeierte Schauspielerin Carola Neher. Die Presse interessiert sich für die Entstehungsgeschichte der Oper und fragt nach Hauptmanns Anteil an ihr, denn sie hatte unter anderem durch ihre kenntnisreiche Übersetzung – der Beggar’s Opera von John Gay und Johann Christoph Pepusch aus dem Englischen – Brechts „Dreigroschenoper“ erst ermöglicht. Noch bevor das Stück zum Welterfolg wird, fragt die Presse zudem Brecht herausfordernd, warum er es nicht auf die Leinwand bringe. Obwohl er grundsätzlich das Kino liebt, antwortet er schneidend:

„Die Filmindustrie ist zu doof und muss erst bankrott gehen.“

Ein Angebot des Produzenten Seymour Nebenzahl, die Oper zu verfilmen, kommt nicht überraschend. Brecht beabsichtigt aber keineswegs, sein Stück eins zu eins für die Kinoleinwand adaptieren zu lassen. Seine Vorstellungen, wie der Stoff als Film aussehen könnte, weichen stark von denen Nebenzahls ab. Der Filmproduzent strebt an, größtmöglichen Profit ohne Risiko aus der Produktion zu schlagen. Er will den Filmkonsumenten dabei nur das geben, was sie ohnehin gewohnt sind. Brechts Absicht ist dagegen, explizit mit Zuschauergewohnheiten zu brechen. Er will keine Abbildung der Realität, sondern den Blick dahinter und formuliert dies so:

„Nur das Künstliche, die Kunst, gibt die Sicht auf die Wirklichkeit frei.“

Vor dem geistigen Auge des Produzenten lässt Brecht eine überraschende Filmidee vorüberziehen, die den Kampf des Londoner Gangsterbosses Macheath mit dem Kopf der Bettelmafia, Peachum, so anschaulich entspinnt, dass dieser fiktive Film für beide tatsächlich in bewegten Bildern zu sehen ist:
Der Gangster, der auch unter dem Namen „Mackie Messer“ gefürchtet ist, verliebt sich Hals über Kopf in Peachums minderjährige Tochter Polly. Dieser ist entsetzt, als er erfährt, dass seine Tochter diese Liebe erwidert. Verschärfend kommt hinzu, dass er enorm viel Geld in die Ausstattung seiner Tochter investiert hat und erwartet, dass sie einmal eine gute Partie macht und damit sein Auskommen im Alter sichert. Als Brecht in der Verfilmung alle Register seines Epischen Theaters ziehen will, erschrickt der Filmproduzent, da er zum einen die Filmzensur und zum anderen die enormen Produktionskosten für die Ausstattung der ausufernden Story fürchtet. Sein Plan zu einer Filmverwirklichung sieht angeblich die „angesehensten Schauspieler“ vor und einen der „größten Regisseure seiner Zunft“ – der die Dreigroschenoper allerdings „rein optisch“ und „wie ein Märchen“ sieht. Brecht jedoch hält so etwas für unfortschrittlich und „Schund“, der lediglich den bisherigen „verblödeten Zuschauergeschmack“ bediene. Er will die „Vorgänge hinter den Vorgängen“ zeigen und so Gesellschaftskritik üben. Er will auch die Brutalität der SA und des „Anstreichers“ Adolf Hitler entlarven. Er beabsichtigt, von den sechs Millionen Arbeitslosen zu berichten, die der rücksichtslose Kapitalismus zu verantworten hat. Die Weltwirtschaftskrise hat diese Massenarbeitslosigkeit zur Folge und immer mehr Menschen sind von Verelendung bedroht. Für diese Menschen will Brecht nicht Schund, sondern Kunst machen, die ihnen hilft. Für ihn muss daher ein „Attentat auf die bürgerliche Ideologie“ auf der Leinwand erfolgen. Die im Aufstreben begriffene Filmindustrie ist für ihn noch ohne künstlerischen Anspruch und steht für Kleingeistigkeit. Die Räuberführer in seiner Dreigroschenverfilmung sollen so bürgerlich sein wie die Bürger, die sie berauben, haben gefüllte Sparbücher, kopieren großbürgerlichen Stil und ihre Spießigkeit. Bürger und Ganoven werden ununterscheidbar. Es gilt allgemein das Motto:

„Erst kommt das Fressen, dann kommt die Moral!“

Brecht führt Nebenzahl durch schillernde Szenarien seiner Filmphantasien: Den Macheath seines Films stellt er sich als ambitionierten Geschäftsmann vor, der allgemeinen Legalitätsanschein erwecken will und von großbürgerlichem Wohlstand und Ansehen träumt. Macheath entdeckt aber auf der Straße Polly, die mit ihrer Mutter durch die Stadt flaniert. Ihm springt sofort Pollys wohlgeformtes Hinterteil ins Auge. Noch bevor er das erste Wort mit ihr gesprochen hat, beschließt er, diese Frau zu ehelichen. Er flirtet mit ihr im Beisein ihrer Mutter, lädt beide zum Tanz ein und bringt Polly dazu, mit ihm zu gehen. Sie kennen einander nur vier Stunden, da sind sie schon vermählt. Eine Ganoven-Hochzeit wird gefeiert, in der großbürgerliche Vermählungspraxis von diesen zu kopieren versucht wird. Anwesend sind die ebenso brutale wie sittenlose Bande des Bräutigams wie auch seine „Freunde“ aus der etablierten Gesellschaft. Der Produzent empfindet Brechts Äußerungen dazu als zynisch und die Handlung als vulgär. Er will den klingenden Namen der „Dreigroschenoper“ einfach nur in wirtschaftlichen Erfolg umsetzen. Zwar versucht ihn Brecht zu beschwichtigen, aber die Ideen, die der Produzent als anstößig empfindet, sprudeln weiterhin aus ihm heraus. Sein Dilemma ist dabei: Er weiß im Grunde, dass er nicht von seiner Vision, einer politisch und ästhetisch radikalen Filmversion, abweichen will. So fährt er sich in seinen „Verhandlungen“ mit der Filmfirma fest, denn seine Vorstellungen will Nebenzahl in dem Film, für dessen Rechte er bezahlt hat, keinesfalls realisieren. Der Produzent droht schließlich an, die „Dreigroschenoper“ auch ohne Brechts Mitwirkung zu drehen. Obwohl Brecht weiß, dass die Produktionsfirma sich nicht darauf einlassen wird, will er weiterhin eine gänzlich neue Art von Kino machen. Seine Vision von einem Dreigroschenfilm ist provokant, radikal, kompromisslos, politisch und pointiert.
So kommt es nicht nur zum Showdown in der erzählten Filmfiktion Brechts (wie auch in der Oper), sondern auch in der Filmrealität der Grundhandlung. In der Folge verklagt Brecht die Produktionsfirma im Dreigroschenprozess und kämpft um seine künstlerische Freiheit – in einem Prozess, dessen Ausgang er bereits voraussagt, aber bewusst in Kauf nimmt. Herausfordernd sucht er die öffentliche Auseinandersetzung. Vor Gericht zieht er nur, um zu beweisen, dass die Profitgier der Produzenten am Ende siegt. Sein Kommentar dazu lautet:

„Es setzt sich nur so viel Wahrheit durch, wie wir durchsetzen.“

Er startet auch hierbei eine Inszenierung der ganz besonderen Art: Richter, Anwälte, Journalisten und alle Beteiligten sollen die Mitwirkenden eines Lehrstückes werden. Er nennt den von ihm angestrengten Prozess ein „soziologisches Experiment“.
Mit dem sich ankündigenden Nationalsozialismus, dessen Menschenverachtung bereits in der bedrohten Republik Wirkung entfaltet, stellen sich nicht nur die Filmfirma, mit der er bereits zerstritten ist, sondern auch die Filmindustrie und die Kinobetreiber gegen ihn. Sie behaupten, der Stoff sei grundsätzlich sittenwidrig und somit „undeutsch“. „Auf Brecht und Weill gehört ein grober Keil“ wird vom rechten Spektrum der Politik skandiert. Er lässt sich aber nicht einschüchtern. In einem Statement lässt er keine Einschränkung zu:

„Ich möchte eine Kunst machen, die die tiefsten Dinge berührt und 1000 Jahre dauert. Sie darf nicht so ernst sein.“

Die Grundhandlung des Filmes wird immer mehr zu einem Spiel mit der Wirklichkeit und den Fiktionen Brechts. Am Ende wird versucht, den Konflikt der Dreigroschenoper auf die Gegenwart zu übertragen.

## Produktion
Die 1928 im Theater am Schiffbauerdamm in Berlin uraufgeführte und äußerst erfolgreiche „Dreigroschenoper“, vier Bearbeitungen des Opernstoffes, das Filmexposé Die Beule – Ein Dreigroschenfilm, die theoretische Schrift „Der Dreigroschenprozeß“ und der Dreigroschenroman (1949) bildeten für den Regisseur Joachim A. Lang die Basis seines Werks.
Die Dreharbeiten fanden vom 3. März bis zum 15. Mai 2017 in Baden-Württemberg, Berlin und Belgien statt. Zu den Drehorten in Baden-Württemberg gehörten der Ahnensaal des Rastatter Schlosses, Schloss Favorite bei Rastatt, ehemalige Fabrikgebäude von E. Holtzmann & Cie. in Weisenbach und Henning Schmiedetechnik in Metzingen, die Stadtbibliothek am Mailänder Platz in Stuttgart und die Villa Fuchs in Heilbronn. In den belgischen Großstädten Gent und Antwerpen fanden sich Motive, die das London der viktorianischen Zeit darstellten. Im Bourla-Theater in Antwerpen wurde die Anfangsszene des Films gedreht, eine Generalprobe, die realiter 1928 im Berliner Theater am Schiffbauerdamm stattfand. Auf dem Bertolt-Brecht-Platz, vor dem Theater am Schiffbauerdamm (Ort der Uraufführung Brechts Dreigroschenoper), wurde an einem Originalschauplatz eine Schlussszene gedreht, wobei das dortige Brechtdenkmal einbezogen wurde.

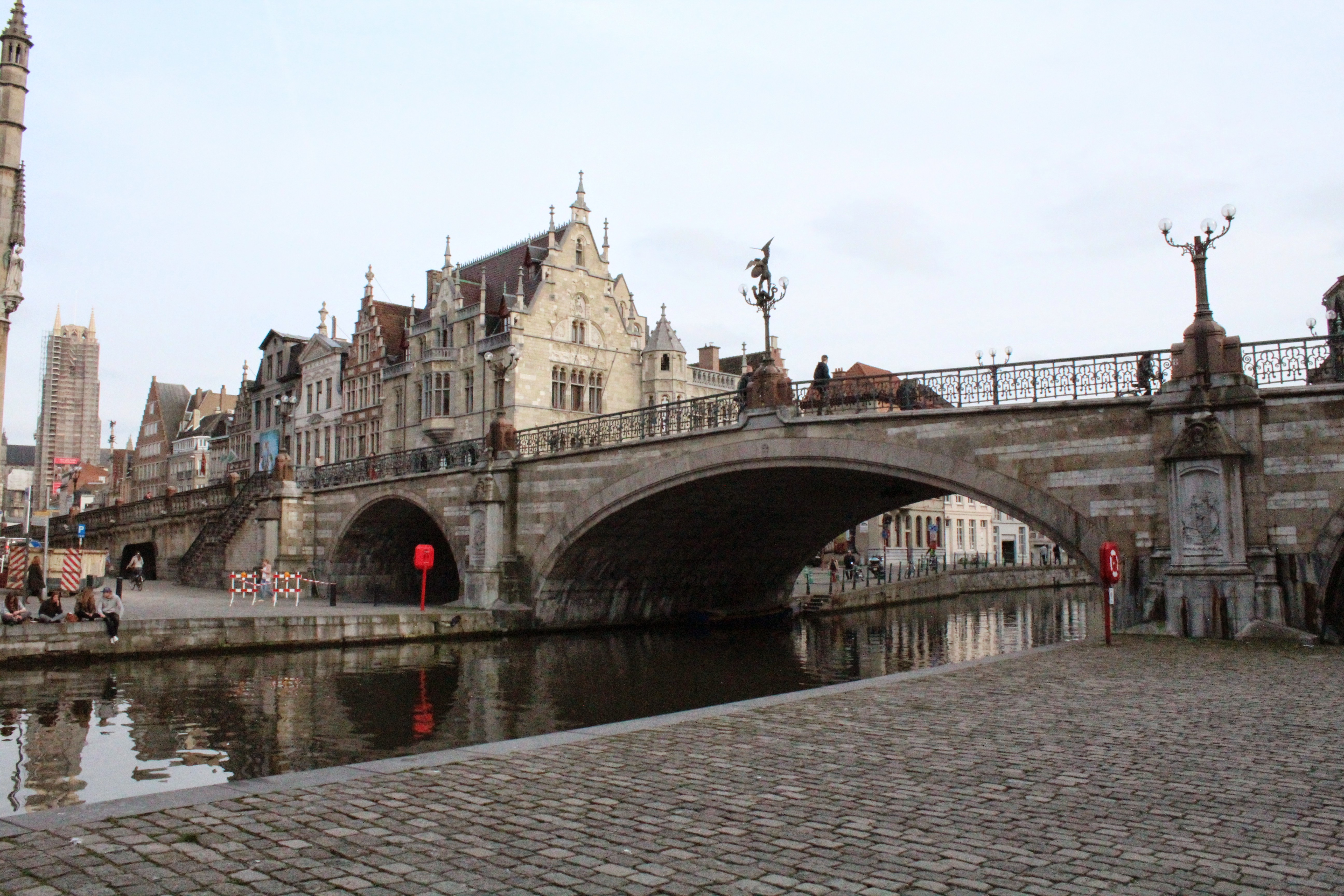
Die St.-Michael-Brücke in Gent
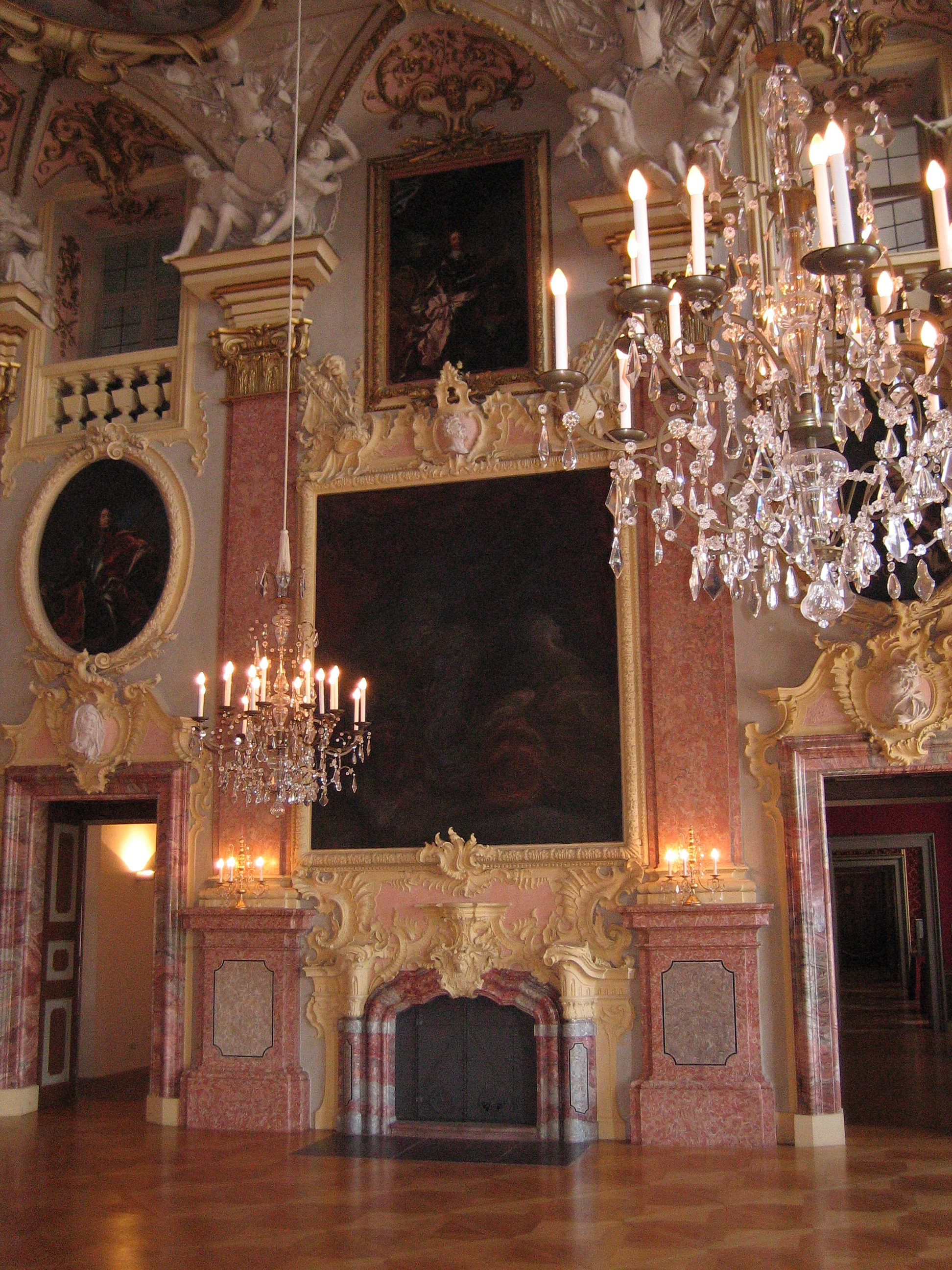
Der Ahnensaal von Schloss Rastatt
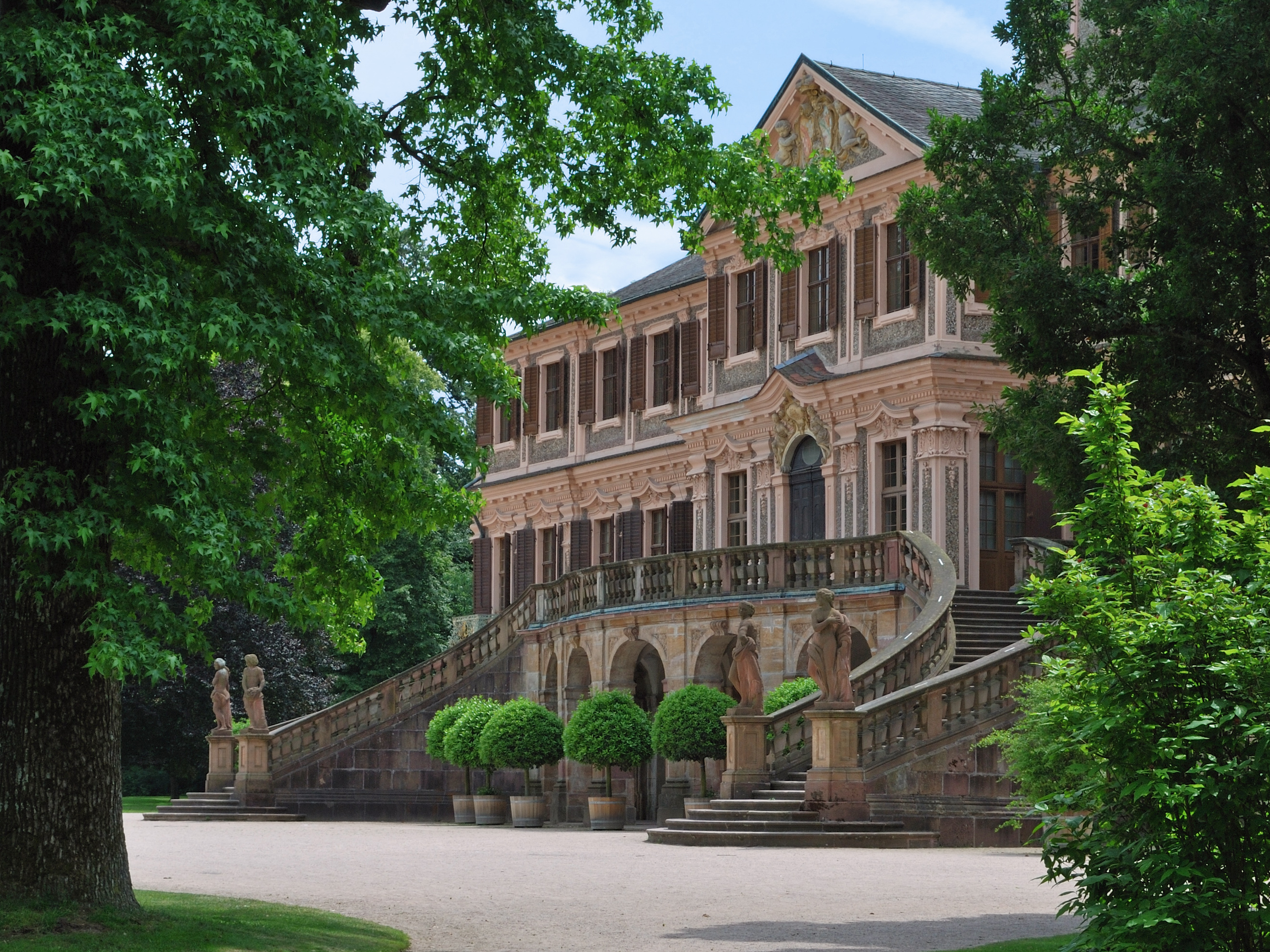
Schloss Favorite bei Rastatt
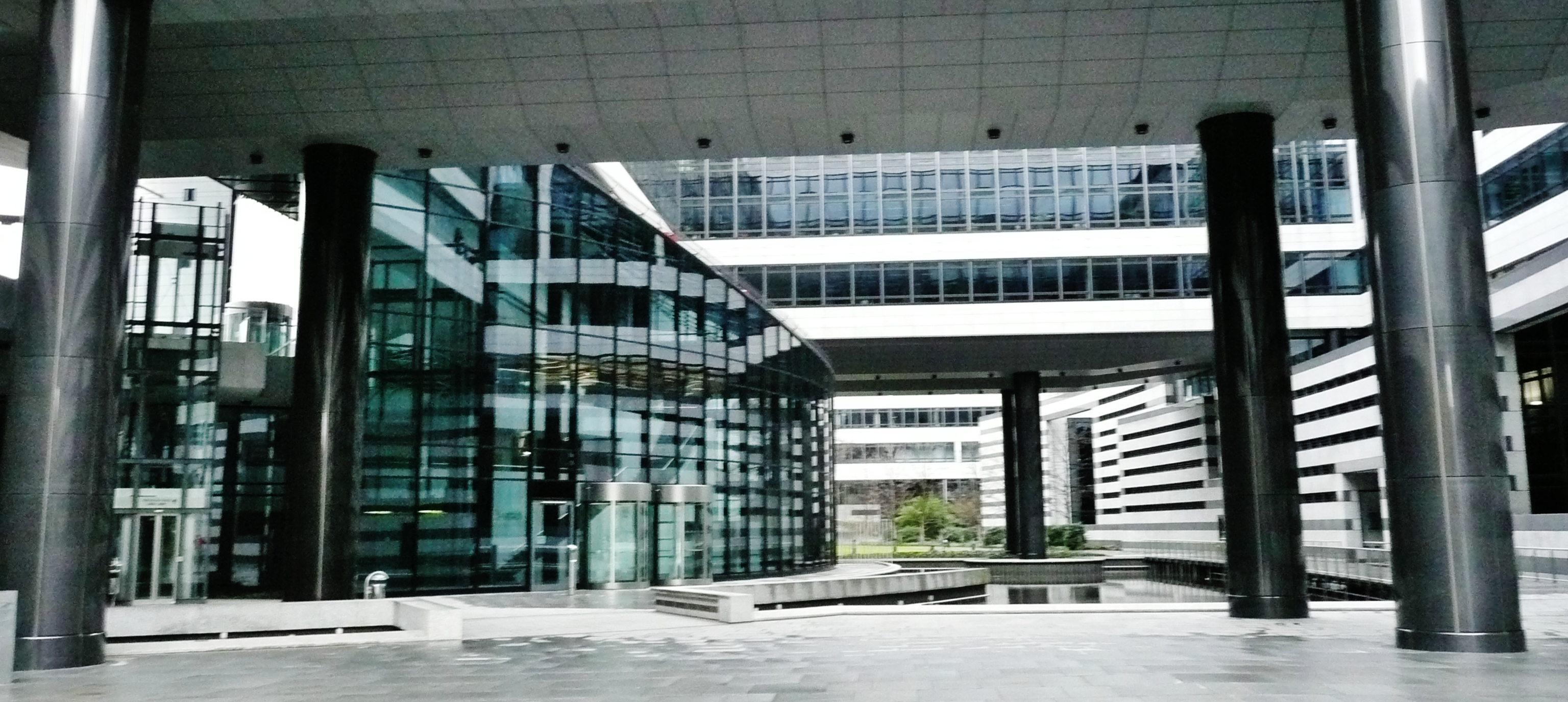
Landesbank Baden-Württemberg in Stuttgart
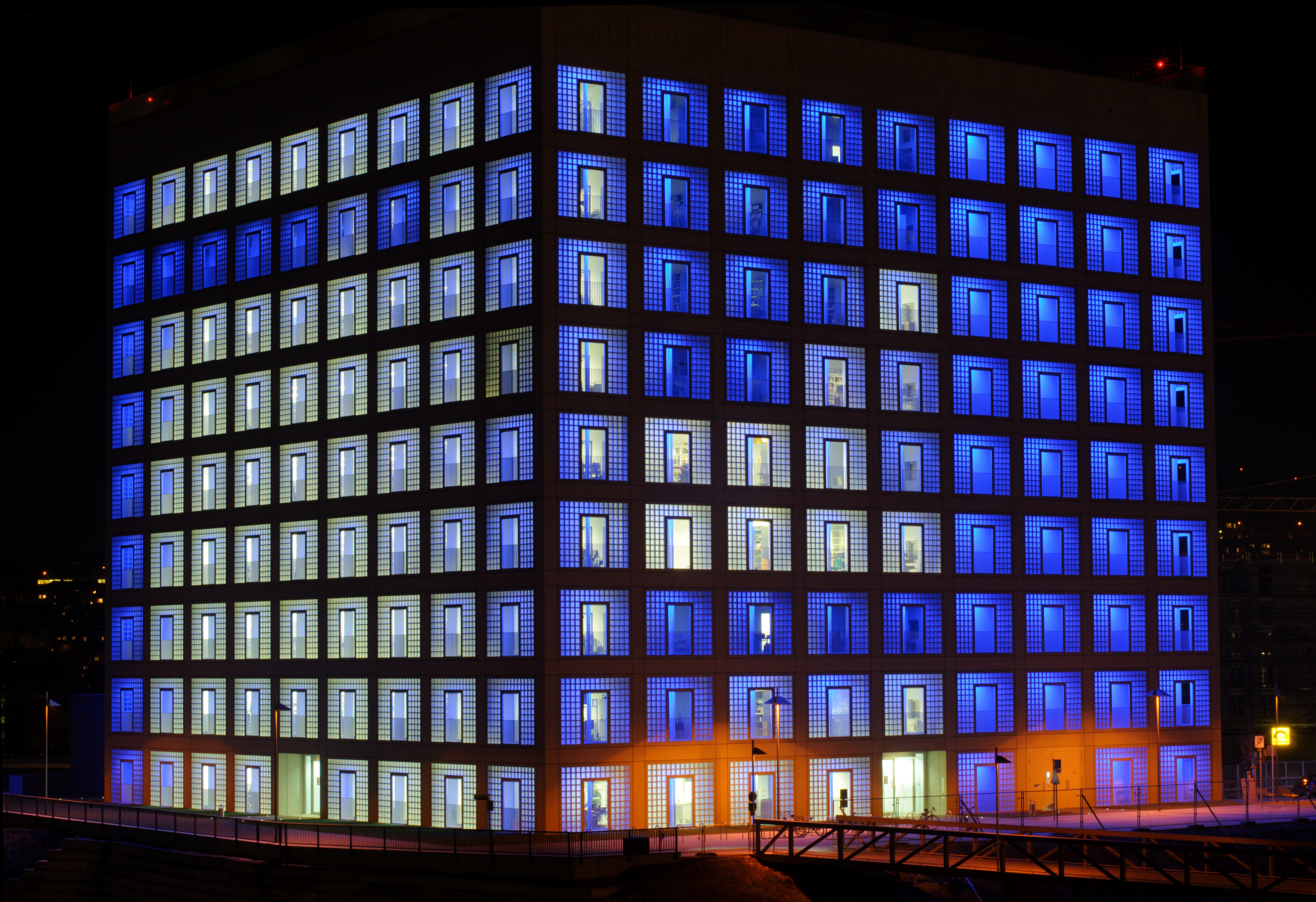
Stadtbibliothek in Stuttgart
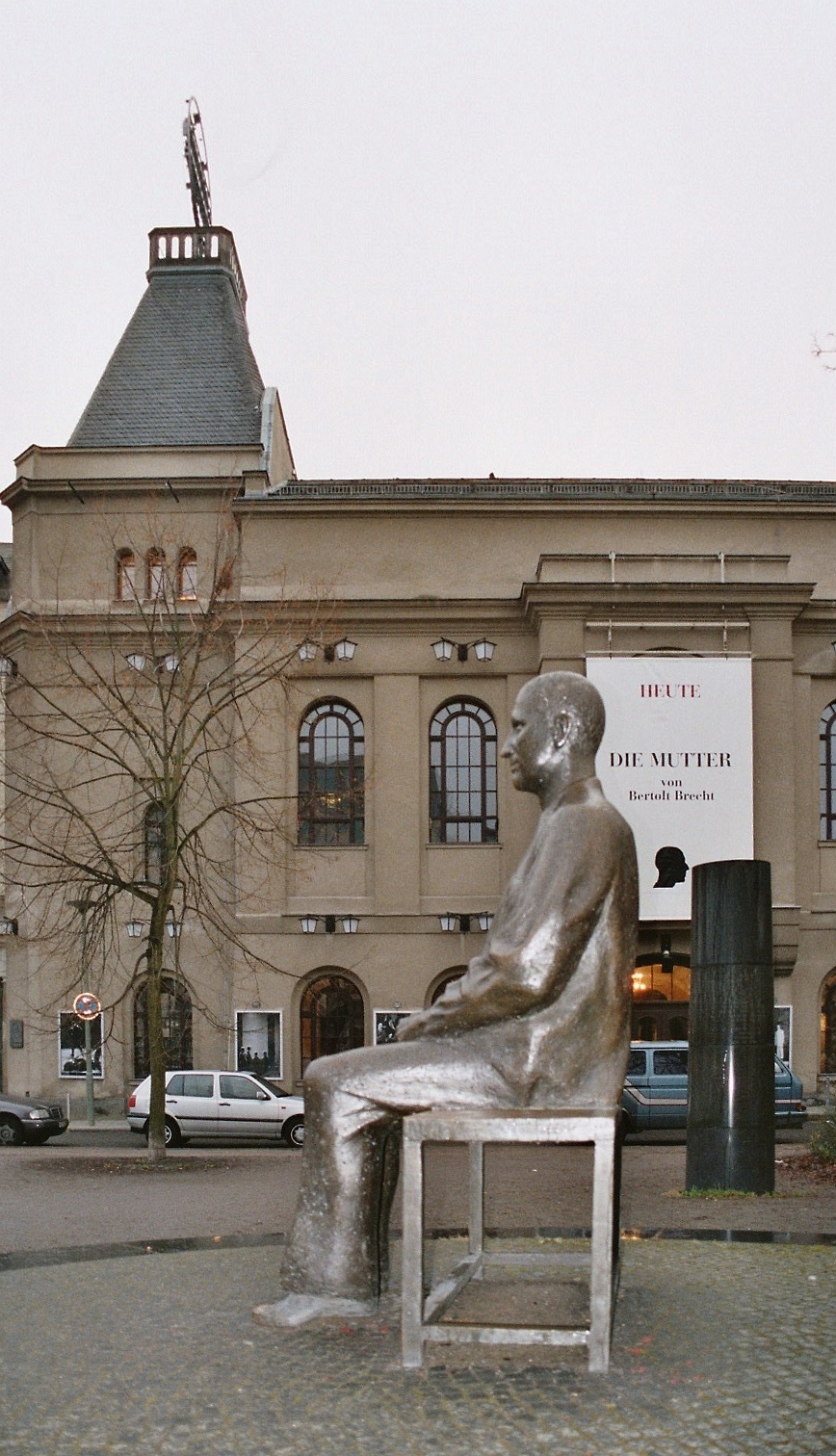
Brechtdenkmal, Bertolt-Brecht-Platz vor dem Berliner Ensemble

Produziert wurde der Film von der deutschen Zeitsprung Pictures GmbH, Koproduzent war die belgische Velvet Films. Beteiligt waren der Südwestrundfunk, Arte, der Rundfunk Berlin-Brandenburg und der Norddeutsche Rundfunk. Unterstützt wurde die Produktion von der Medien- und Filmgesellschaft Baden-Württemberg und dem Deutschen Filmförderfonds.
Für das Kostümbild zeichnete Lucia Faust verantwortlich, für den Ton Eric Rueff, für das Szenenbild Benedikt Herforth, und für das Maskenbild Jeanette Latzelsberger. Getanzt wurde von der Gauthier Dance Company nach einer Choreografie von Eric Gauthier. Die Musik von HK Gruber wurde vom SWR Symphonieorchester, der SWR Big Band und dem SWR Vokalensemble aufgenommen.

## Hintergrund
Der Sensationserfolg des Brecht-Stückes bediente das Gefühl des „Tanzes auf dem Vulkan“ in der bedrohten Weimarer Republik. Es bot als „Anti-Oper“ mit neuer Form und neuartigem Inhalt ein überraschend hohes Potenzial aus Kunst, Unterhaltung und Gesellschaftskritik. Brechts „Dreigroschenoper“ feierte weltweit Bühnenerfolge, wurde als deutsches Kulturgut zum „Exportschlager“. Der Überraschungserfolg und die Schallplattenaufnahmen mit den Songs, die sofort nach der Uraufführung erschienen, riefen ein Dreigroschenfieber in Berlin hervor: „Dreigroschenkneipen“ eröffneten, viele Frauen verkleideten sich im Stil der Darsteller der „Dreigroschenoper“ als Prostituierte, die Männer zeigten sich in Anlehnung an die Aufführungen in einer Zuhälter- und Ganovenmode. Es gab Tanztees und Bälle untermalt mit dieser Musik, Postkarten mit Motiven der Aufführungen bis hin zu „Dreigroschentapeten“. Kein Stück erreichte ein größeres Publikum und hat zudem das Verbot und die Katastrophe des Nationalsozialismus am Ende so wirkmächtig überdauert, dass es nach Kriegsende sofort wieder auf den Bühnen in Deutschland zu sehen war. Das Bühnenstück zählt weltweit zu den bekanntesten überhaupt, Zitate daraus sind zu festen Begriffen der Alltagssprache und Literatur geworden, Musikstücke daraus zu Welthits. Die Popularität des Stoffes hält bis heute an. Der Grund liegt nicht nur an der Attraktivität der Musik, die eine Art Sound der 1920er Jahre abbildet, sondern an seiner ungebrochenen Aktualität. Dennoch gibt es nur wenige Verfilmungen des Stoffs, die letzte deutschsprachige liegt mehr als 50 Jahre zurück und hält sich – wie die anderen – sehr eng an das von Brecht für die Bühne geschaffene Theaterstück. Dass es ein Exposé („Die Beule“) zur Kinoadaption vom Autor selbst gibt, wurde weiterhin übergangen. Dieser sah den Erfolg der Dreigroschenoper zunehmend zwiespältig und erkannte, dass bei einer Verfilmung des Stoffs die Gesellschaftskritik konsequenter als im Bühnenstück betont werden müsse.

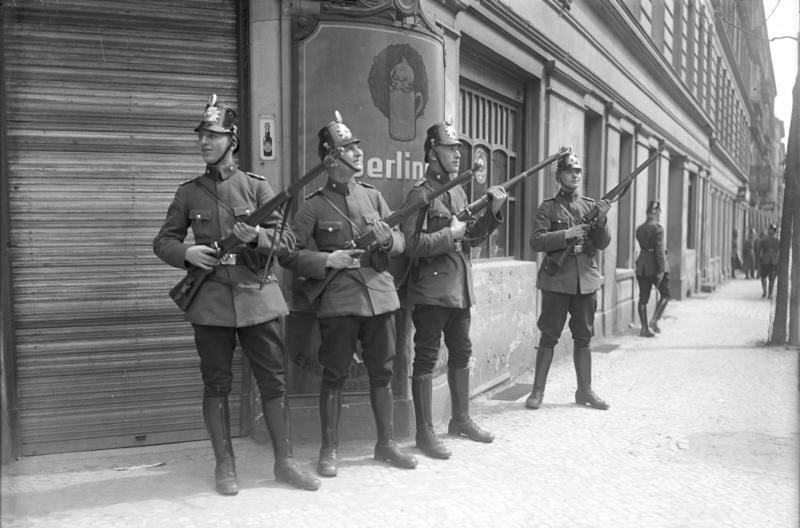
„Blutmai“ Berlin 1929, schussbereite Polizei in Neukölln. Brechts politische Haltung wird radikaler.

Das Fazit seines „soziologischen Experiments“ zog er in seiner Abhandlung Der Dreigroschenprozeß, die unter dem Motto stand: „Die Widersprüche sind die Hoffnungen“. Der Text ist viel mehr als eine Beschreibung des Prozesses. Brecht stellt grundsätzlich seine künstlerischen Vorstellungen in Gegensatz zu den herkömmlichen Produkten der Filmindustrie. Seine Änderungen gegenüber dem Bühnenstück waren nicht in erster Linie dem neuen Kinoformat geschuldet, sondern sie stellten eine politische Verschärfung dar, die auch als Konsequenz aus der gesellschaftlichen Entwicklung entstand. Der Berliner Polizeipräsident Karl Zörgiebel (SPD) verbot im Dezember 1928 politische Versammlungen unter freiem Himmel. Dieses Verbot wurde im März 1929 von ihm auf ganz Preußen ausgedehnt. Brechts politische Haltung wurde, auch aufgrund der vielen Toten unter den protestierenden Arbeitern des folgenden „Blutmai“, radikaler.
Im Oktober 1929 stürzte der Börsencrash in New York die Welt in eine Wirtschaftskrise mit furchtbaren Auswirkungen. In Deutschland beherrschten zudem ab 1930 die Aufmärsche und der Terror der SA in zunehmendem Maße die Straßen. Hasserfüllte Schlägertrupps sprengten nicht zuletzt auch die Veranstaltungen der Brecht-Aufführungen gewaltsam. Nach Hitlers Machtantritt und dem bald folgenden Reichstagsbrand war Brechts Leben in Gefahr. Er sah sich gezwungen, Deutschland zu verlassen, aber er rettete den Stoff. Als er, ins Exil geflohen, keine Aussicht mehr hatte, das Exposé zu verfilmen, schrieb er den „Dreigroschenroman“. Mit den vier Bearbeitungen des Dreigroschenstoffes – der Oper, dem Filmexposé, der Schrift „Der Dreigroschenprozeß“ und dem Roman – schuf Brecht umfangreiches Material, das den Grundstein legte für eine Verfilmung seines künstlerischen und politisch radikalen Konzepts.
Das Exposé bildete aber nur eine rudimentäre Grundlage für „Mackie Messer – Brechts Dreigroschenfilm“, denn es enthält kaum Dialoge. Aus ihm wurden nur wesentliche Handlungsstränge entnommen, dazu kamen deshalb Dialoge und Szenen aus der Oper und dem „Dreigroschenroman“. Dazu wurde eine Rahmenhandlung entwickelt, die ins Berlin der 1920er Jahre, zu einem jungen, wilden Künstlerkollektiv mit Brecht im Mittelpunkt führen und die Entstehung des Exposés vor dem Hintergrund der Weltwirtschaftskrise und des aufkommenden Nationalsozialismus zeigen sollte. „Mackie Messer – Brechts Dreigroschenfilm“ zeigt nun eine Filmidee, deren Verwirklichung aus verschiedensten Gründen nicht erfolgte; die Rahmenhandlung ist eine Art Making-of des verhinderten Films. Der Staub, der sich im Laufe der Jahrzehnte über das erfolgreichste und populärste deutschsprachige Stück des 20. Jahrhunderts gelegt hatte, sollte entfernt werden, es sollte in einen brisanten, aktuellen Kontext gebracht werden. Die im Text angelegten Provokationen und Frechheiten sollten wiederentdeckbar werden. Schon die ersten Verse des Eröffnungssongs gaben im Film diese Richtung vor. Dass der Haifisch seine Zähne zwar offen im Gesicht trägt, aber dabei das Messer des Räubers Macheath nicht zu sehen ist, ist ein Verweis darauf. Dieser sollte als Bild für den gegenwärtigen Zustand der Welt fungieren. Der Angriff des Raubfisches sollte dabei als harmlos erscheinen gegenüber den verborgenen Brutalitäten eines Systems, dessen Machenschaften die Existenzgrundlagen der Menschheit vernichten und dabei in scheinbarer Seriosität vor sich gehen. Eine Erweiterung von Möglichkeiten im Bruch mit Konventionen, in der Kunst allgemein und in der Wirklichkeit, in einer Welt, die durch frappierende soziale Ungleichheit zunehmend aus den Fugen gerät, bot sich hierbei Lang an. In Bezug auf Brecht ging es ihm um ein zurechtgerücktes Bild des Dichters, das auf neuerer Forschung beruht. Lang zufolge war Brecht kein trockener Ideologe, bei dem alles berechenbar ist, so wie er immer noch in den Medien dargestellt wird. Er war vielmehr ein provokanter, gesellschaftskritischer Autor, der unterhalten und nicht nur das Theater revolutionieren wollte. Für Lang ist er der wichtigste deutschsprachige Dichter des 20. Jahrhunderts, mit prägendem Einfluss auf die Kunst. Brecht wurde von ihm als der Genius eines Künstlerkreises (zu dem auch seine Frau Helene, seine Mitarbeiterin Hauptmann, die Schauspielerin Neher und natürlich der Komponist Weill sowie dessen Frau Lotte Lenya gehörten), dargestellt. Sie alle waren kulturelle Glanzlichter der Zeit, sorgten aber auch für Skandale, und es sah so aus, als würde die „Dreigroschenoper“ bloß einer dieser Skandale werden. Für Lang sind die 1920er Jahre die wichtigste Phase in Brechts Schaffen und einer der großen kulturellen Höhepunkte der deutschen Geschichte.
Ungewohnt und neu ist, dass ein Dichter mit seinen eigenen Worten sprechen sollte, und dies ohne erfundene Orientierungsdialoge für den Zuschauer. Eine Wende in der Brechtrezeption sollte damit eingeleitet werden. Auch die anderen Künstler, die im Film dargestellt werden, sollten sozusagen mit ihrer eigenen Stimme sprechen. Lang beschreibt seinen Film nicht als einen epischen Film der Theorie Brecht zufolge, sondern eher als eine allgemein offene Form eines Films, der mit Sehgewohnheiten spielt, Überraschendes bietet und neue Möglichkeiten aufzeigt – ein Experiment.

## Interpretation
Der echte Brecht bereitete die perfekte Bühne für diesen filmischen Kraftakt einer Neuverfilmung des Stoffes durch den spektakulären Dreigroschenprozess, der mit einem Vergleich endete. Seine Vorstellungen aus dem September 1930 geschriebenen Filmexposé „Die Beule – Ein Dreigroschenfilm“ sind im Kinofilm Die Dreigroschenoper von 1931 weitgehend unberücksichtigt geblieben, obwohl er zunächst zumindest die „Grundlage für das Drehbuch“ liefern sollte.
In seinem Kinofilmdebüt verwebt Regisseur und Drehbuchautor Joachim A. Lang die Geschichte von Brechts fehlgeschlagenem Versuch, den Stoff der im August 1928 in Berlin uraufgeführten Dreigroschenoper zu verfilmen, mit den Liedern und der Handlung daraus. Der neuerliche Film versucht einerseits zu zeigen, wie Brecht sein Werk nach eigenen Vorstellungen vielleicht umgesetzt hätte, andererseits das historische Umfeld in der Zeit der Weltwirtschaftskrise und des aufkommenden Nationalsozialismus. Realität und Fiktion werden verschmolzen, indem zwischen Brechts Auseinandersetzung mit der Filmgesellschaft und seinem geplanten, aber von ihm nicht realisierten Filmprojekt, dem Bühnenstück und der Gegenwart gewechselt wird. Brechts Aussagen im Film beruhen dabei auf Zitaten aus seinem Leben und Werk.
Regisseur Lang entschied sich in seiner filmischen Umsetzung dafür, weder nur die originale Dreigroschenoper zu verfilmen, noch allein die Geschichte des Scheiterns einer ersten Verfilmung unter Mitwirkung Brechts darzustellen. Stattdessen beschritt er einen Mittelweg. Seine Filmstory verläuft parallel zur Geschichte des ersten fehlgeschlagenen Adaptionsversuches, um diese damit gegenüberzustellen. Zugleich führt er mit dem Film die Zuschauer in die Zeit der Weltwirtschaftskrise, der damit verbundenen Arbeitslosigkeit und des aufkommenden Nationalsozialismus ein. Dadurch entstand eine Art historischer Making-of-Film, dieser lässt aber auch zu, in Bild und Musik Brechts zu philosophieren und darüber zu spekulieren, wie er sein Werk nach eigenen Intentionen wohl umgesetzt hätte.
Lang hat über die Verfilmung von Brechts epischem Theater promoviert und leitete das Brecht-Festival in Augsburg. Zehn Jahre dauerten die Vorbereitungen für seinen Film. Er will Brecht mit seinem Film rehabilitieren, denn er hält das etablierte Brecht-Bild für falsch: „Er wird oft als Dogmatiker, als Ideologe beschrieben, dabei war er damals so jung und anarchisch. Und er wollte ein Star werden.“ Lang erzählt zunächst, wie Brechts „Dreigroschenoper“ wider alle Erwartungen und Pannen zum Erfolg wurde. Der Brecht im Film sitzt trotzdem stoisch im Theater und führt Regie. Die dicke qualmende Zigarre und seine Brille mit runden Gläsern werden im Prinzip den ganzen Film Langs über beibehalten und erscheinen wie eine Maske, hinter der er sich verbirgt.
Später bemüht sich Brecht, das Verfilmungs-Projekt ohne Kompromisse zustande zu bringen, stets in wortgewaltigem Kampf. Zugleich ist er mittendrin in der „Dreigroschenoper“. Zwei unterschiedliche Welten prallen aufeinander. Brecht hockt im Film zum Beispiel in der Bar, die berühmte Zigarre im Mund, und erklärt allen, wie Kunst sein müsse. Er genießt, dass er ein Star ist. Zugleich ist er seine eigene Figur und Mittelpunkt der eigenen Inszenierung.
Mit frecher Sprache und genüsslich-spöttischem Grinsen, ebenso eloquent wie fundiert, lästert er über tumbe Geldgeber und das experimentierunwillige Publikum, schimpft über seine eigene gelegentliche Doppelzüngigkeit und erzeugt eine kecke Grundstimmung. Dies verhindert, dass der Film belehrend wirkt – passt gut in die Sequenzen, in denen Brecht in Richtung Kamera blickt und freudig die sogenannte vierte Wand durchbricht, um die Film-im-Film-Technik zu karikieren oder sarkastisch daran zu erinnern, dass auch die hier gebotene Nacherzählung realer Ereignisse lediglich ein Spielfilm ist.
„Die Dreigroschenoper ist ein Versuch, der völligen Verblödung der Oper entgegenzuwirken“, sagt Brecht im Film nach der Uraufführung des Werks. Später sagt er zudem: „Ich möchte eine Kunst machen, die die tiefsten Dinge berührt und 1000 Jahre dauert. Sie darf nicht so ernst sein.“ Dies setzt Lang um, denn er unterhält und belehrt zugleich. In der Dichterrolle erscheint er als gewitzt, fokussiert und je nach Situation auch knallhart. Die Figur liebäugelt mit dem Publikum und zieht es ins Vertrauen, erzeugt im Zuschauer Empathie.
Lang will Brechts Arbeitsprozess durchsichtig machen, ihn nur sehr zurückhaltend als kreativen Polygamisten aufzeigen – der sich auch dem Geldverdienen nicht versagte.
Gegen Ende des Films ist das Gedicht An die Nachgeborenen – in historischer Aufnahme, von Brecht gesprochen – zu hören. Es gilt als eines der wichtigsten Texte der deutschen Exilliteratur und entstand zwischen 1934 und 1938. Das Gedicht ist das einzige aus Brechts Gedichtswerk, zu dem eine Lesung durch den Autor selbst überliefert ist. Es wurde am 15. Juni 1939 in Die neue Weltbühne in Paris veröffentlicht.

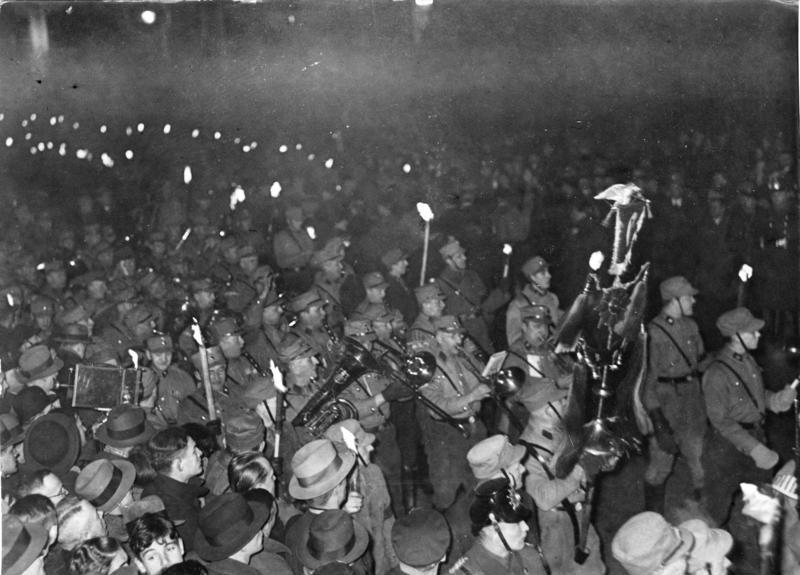
30. Januar 1933 Berlin, Fackelzug zur Machtergreifung Hitlers

Gleichzeitig zeigt der Film den filmischen Brecht ins Leere blickend, die Arme im Schoß gekreuzt, still und in Gedanken versunken. So als ob er in der folgenden Einblendung – des von Joseph Goebbels organisierten Fackelzugs der SA durch das nächtliche Berlin anlässlich Hitlers „Machtergreifung“ – aus Entfernung zusieht. Der flackernde Schein der Fackeln scheint durch das geschlossene Fenster zu ihm zu gelangen. Es wird Hitler, den Hitlergruß der langen Schlangen von Uniformierten erwidernd, filmisch eingeblendet. Der Brecht des Films beschriftet ein Foto, das ihn am Tisch sitzend zeigt, mit „Die Kisten sind gepackt“. Danach ist er als bereits über die Grenze flüchtend dargestellt.
Die Sprache der historischen Aufnahme, die aus dem Off eingespielt wird, ist betont nüchtern, reimlos und rhythmisch frei gestaltet. Im politischen Gedicht beschreibt sich der Autor als einen Dichter im Exil und äußert sich sowohl zu der aufgekommenen „finsteren Zeit“ des Nationalsozialismus, als auch zu Vergangenheit und Zukunft, als eigentliche Botschaft „an die Nachgeborenen“. Langsam, gefasst und traurig wirkt das Gesprochene. Als eine „furchtbare Nachricht“ – die nicht beschönigen darf, über die nicht geschwiegen werden darf – wird es beschrieben. Nur mit augenblicklichem Glück und voller Skrupel sei er geflohen und habe mit Lebensgefahr Bedrohte zurückgelassen. Er sei nicht das, was als weise gälte, und wolle auch weiterhin seinen Kampf fortsetzen.
Eine historische Nachtaufnahme zeigt am Ende des Gedichtvortrages die Bücherverbrennung 1933 in Deutschland – ein Papierbündel mit „Dreigroschenoper“ beschriftet wird mit ins Feuer geworfen. Dann kommt ein filmischer Zeitsprung in die Gegenwart und der Brechtdarsteller spielt wieder den souveränen, nicht nur ernsten, sondern auch humorvollen Helden des Films, so wie Brecht hauptsächlich im Film dargestellt wurde. Er soll, so wie es Lang darstellt, Brecht als einen angeblich ausgeprägten „Dogmatiker und Ideologen“ widerlegen.

## Kritiken
Manuel Brug bezeichnete den Film in der Welt als „eine Art Jack the Ripper im La-La-Land“ und schrieb: „Vergessen ist Gesellschaftskritik und linke Dichtermoral, Deutschlands beste Schauspieler schwelgen stattdessen im Musicalplüsch und genießen […] ihre melodiösen Seitensprünge. Welche sie fabelhaft absolvieren! Und deshalb muss man diesen Film sehen.“
Sidney Schering bezeichnete den Film auf Quotenmeter.de als „fordernde, kultivierte, gute Unterhaltung“ und befand, dass Brecht-Novizen von Eidingers ansprechender, launiger Darbietung als Brecht in die Theorien und Überzeugungen des Autors eingeführt würden, Brecht-Kenner könnten sich dagegen an Langs passionierter Brecht-Hommage ergötzen.
Norbert Mayer befand in der österreichischen Tageszeitung Die Presse, dass der Film rasant choreografiert sei, beschwingt und schräg gesungen sowie lustvoll und gerissen gespielt, sodass selbst größte Ungerechtigkeiten nicht mehr wehtun würden, in historisierender Kulisse würde zudem reichlich Kitsch geboten. „Die Dreigroschenoper ist ein Versuch, der völligen Verblödung der Oper entgegenzuwirken“, so Brecht im Film nach der Uraufführung des Werks. Norbert Mayer meinte dazu, dass dieser Versuch auch Lang gelingt, er unterhält und belehrt zugleich. In Lars Eidinger habe er außerdem „eine ideale Besetzung für die Dichterrolle gefunden – als allwissendes Brecht-Zitat […] ist er gewitzt, fokussiert und, wenn es sein muss, knallhart.“
Ursula Scheer urteilte in der Frankfurter Allgemeinen Zeitung: „Regisseur Joachim A. Lang weiß zu viel und überfrachtet sein Werk damit bis zur Ermüdung. […] Irgendwo zwischen La La Land, Moulin Rouge und Babylon Berlin wäre Lang wohl gerne gelandet mit seinem Montagewerk. Allein, es fehlt an Leichtigkeit und dem Willen zur klugen Selbstbeschränkung. Dieser Dreigroschenfilm erstickt an seiner Fülle.“
Anke Westphal schrieb für epd-Film: „»Mackie Messer – Brechts Dreigroschenfilm« ist eine fiebrige Tour de Force – ein Film, der die »Dreigroschenoper« bis in den Finanzkapitalismus unserer Gegenwart hinein verlängert und dessen Aktualität hinsichtlich des damals aufkommenden Nationalsozialismus schon fast beklemmend wirkt. Es ist eine Regiearbeit, die das Publikum ebenso irritieren wie verblüffen dürfte – und ungeheuer reich beschenkt.“
Christina Bylow befand in der Vogue: „Mackie Messer — Brechts Dreigroschenfilm ist ein opulentes Gesamtkunstwerk. Es erzählt die Geschichte des erfolgreichsten Stücks der zwanziger Jahre, von Brechts Dreigroschenoper und ihrer gescheiterten Verfilmung durch den Dichter selbst. Ein Kinoereignis, das einer zunehmend gespaltenen Gesellschaft den Spiegel vorhält, bild- und textgewaltig und dabei hundert Prozent Bertolt Brecht. Kein Wort im Drehbuch, das nicht aus seinen Werken stammt. Virtuos zusammengefügt von Regisseur Joachim A. Lang. Alle sind sie da, die junge Unschuld, die Bettler, die Gauner, die Huren, der Polizeichef und der triebhafte Macheath, ein Mann zum Fürchten, auch wenn der Film mit gezielten Brüchen immer wieder klarmacht: Dies ist eine Kunstfigur. Ihre Stimme aber hallt lange nach.“
Die Süddeutsche Zeitung urteilte: „Joachim A. Lang hat einen opulenten Film im Film inszeniert, der kenntnisreich und klug mit Bertolt Brechts Theorien spielt.“
Die Welt am Sonntag resümierte: „Ein als Denkstück, Zeitbild und Musical gleichermaßen famoser Film.“
Die SZ Extra befand: „Mit seiner offenen Form, der künstlichen Überhöhung und den aktuellen politischen Bezügen holt Lang die Dreigroschenoper ins 21. Jahrhundert.“
Die Berliner Morgenpost schrieb, dass dem Regisseur Joachim A. Lang mit Mackie Messer „ein großartiger und zugleich hochintelligenter Film“ gelingt und resümierte: „Das ist ganz großes Kino. Das seine Theaterherkunft nie verleugnet. Das vor Ideen schier birst. Und nebenbei viel erzählt über die Zensur von Kunst und einen erstarkenden Rechtsradikalismus. Was sich beides erschreckend aktuell ansieht.“
Der Deutschlandfunk urteilte: „Mit seiner vielschichtigen Inszenierung hält Joachim A. Lang ein Loblied auf den Schutz geistigen Eigentums und auf Künstler, die mutige Entscheidungen treffen. ‚Mackie Messer – Brechts Dreigroschenfilm‘ ist selbst ein solches Werk künstlerischer Hingabe.“
Michael Schleicher schrieb im Münchner Merkur: „Die Idee vom Film ist nicht neu, doch glücken dem Regisseur und seinem Kameramann David Slama die Wechsel zwischen den Handlungsebenen tatsächlich virtuos.“
Die Madame befand: „Neue Zähne für den Haifisch: Ein grandioser Kinofilm zeigt jetzt, wie das Theatergenie Bertolt Brecht seine berühmte Dreigroschenoper auf die Leinwand gebracht haben könnte. […] Als Film im Film dreht diesen Joachim Lang. Auf dieser Ebene erlebt Brechts Meisterwerk jetzt ein Revival der ganz eigenen Art. Spektakulär choreografiert und intoniert, sehen wir eine völlig neue Dreigroschenoper.“

## Auszeichnungen und Nominierungen
- 2018: Deutsche Film- und Medienbewertung (FBW) – Prädikat „besonders wertvoll“[30]
- 2018: Förderpreis Neues Deutsches Kino – Nominierungen in den Kategorien Regie, Produktion und Drehbuch[31]
- 2018: Hessischer Film- und Kinopreis – Nominierung in der Kategorie Spielfilm[32]
- 2019: Romyverleihung – Nominierung in der Kategorie Beste(r) ProduzentIn Kinofilm (Till Derenbach, Michael Souvignier)[33]
- 2019: Gold World Medal der 62. New York Festivals International Television & Film Awards in der Kategorie Spielfilm[34]

Der Film war eine von elf deutschen Einreichungen für die Oscarverleihung 2019 für die Kategorie des besten fremdsprachigen Films.